# Дугашев Газіз Ніязович
Газіз Ніязович Дуга́шев (нар. 20 грудня 1917, Вєрний — пом. 13 квітня 2008, Москва) — казахський диригент і музичний педагог, професор.

## Біографія
Народився 7 [20] грудня 1917 року в військовому укріпленні Вєрний (нині місто Алмати, Казахстан) в сім'ї швеця. У 1939 році закінчив Алма-Атинське музичне училище по класу скрипки. Після закінченя навчання кілька місяців працював у симфонічному оркестрі, потім в уйгурському театрі.
Брав участь у німецько-радянській війні. У грудні 1941 року в боях під Москвою отримав поранення в праву руку. Після лікування отримав інвалідність і повернувася до Алма-Ати, де влаштувався працювати бібліотекарем в нотний відділ кіностудії. Згодом, впродовж 1942—1945 років, працював асистентом диригента Володимира Пірадова, який в той час був евакуйований з Києва, а у 1945—1948 роках — диригентом в Оперному театрі.
Впродовж 1948—1950 років навчався в Московській консерваторії у Миколи Аносова. У 1950—1951 роках працював головним диригентом Театру опери та балету імені Абая в Алма-Аті; впродовж 1951—1956 років — диригентом Большого театру в Москві, одночасно з 1951 року викладав у Московській консерваторії. Член КПРС з 1956 року.
Впродовж 1956—1959 років — головний диригент Казахського театру опери та балету імені Абая. 1957 року закінчив Алма-Атинську консерваторію. Викладав у ній. У 1959—1962 роках — диригент Київського театру опери і балету імені Тараса Шевченка. У 1962—1963 роках працював у Московській гастрольній опері Всеросійського гастрольно-концертного об'єднання, у 1963—1966 роках обіймав посаду художнього керівника симфонічного оркестру кінематографії. В 1966—1968 роках — головний диригент Білоруськлого театру опери і балету у Мінську, вів оперний клас у Мінській консерваторії. З 1968 по 1973 рік — знову головний диригент Казахського театру опери та балету імені Абая. 1974 року повернувся до Москви. З 1976 року — художній керівник вокальної студії Всесоюзного радіо і телебачення.
Помер в Москві 13 квітня 2008 року. Похований в Москві на Хованському цвинтарі.

## Творчість
В Київській опері здійснив постановки балету «Чорне золото» Вадима Гомоляки (1960), опери «Назар Стодоля» Костянтина Данькевича (1961).
В Большому театрі диригував опери «Аїда», «Ріґолетто» Джузеппе Верді, «Приборкання норовливої» Віссаріона Шебаліна.
Був диригентом у фільмах:
- 1952 — Джамбул
- 1954 — Дочка степів
- 1964 — Викликаємо вогонь на себе
- 1964 — До мене, Мухтаре!
- 1965 — Діти Дон Кіхота
- 1965 — Чисті ставки
- 1965 — П'єр — співробітник міліції
- 1966 — Поганий анекдот
- 1966 — Жарт
- 1966 — Казка про царя Салтана
- 1966 — Тіні старого замку
- 1966 — Жінки
- 1970 — Кінець отамана
- 1979 — Камертон

## Відзнаки
- Народний артист Казахської РСР з 1957 року.
- Державна премія Казахської РСР імені Куляш Байсеїтової за 1972 рік.

Нагороджений:
- орденами Червоного Парапора, Трудового Червоного Прапора[1], Вітчизняної війни ІІ-го ступеня (6 квітня 1985)[3];
- медалями «За відвагу»[1], «За оборону Москви» (26 грудня 1944), «За бойові заслуги» (6 листопада 1947)[3].